# Ana Moura (Timóteo)
Ana Moura é um bairro do município brasileiro de Timóteo, no interior do estado de Minas Gerais. Localiza-se no distrito-sede, estando situado na Regional Sudoeste. Segundo o censo demográfico de 2022, realizado pelo Instituto Brasileiro de Geografia e Estatística (IBGE), sua população era de 3 361 habitantes e havia 1 186 domicílios particulares permanentes ocupados. Possui área de 10,35 km² conforme o IBGE, se considerada a zona rural, sendo então o bairro com a maior extensão territorial de Timóteo.
De acordo com o IBGE, em 2010 a população era de 3 896 habitantes e havia 1 212 domicílios particulares.
Está situado aos pés do Pico do Ana Moura, que é uma das principais atrações de Timóteo e constitui o ponto mais elevado do município.

## História e descrição

Fachada da Igreja de Santa Ana, situada na Avenida Ana Moura.

O bairro surgiu na década de 1970, através de ocupações espontâneas, em um contexto de expansão da população de áreas periféricas da cidade. A denominação é uma homenagem a Ana Maria Moura, que era casada com João Rufino de Souza, com quem se estabeleceu nas proximidades do Pico do Ana Moura em 1906. Ali mantiveram criações de gado e café e produziram cachaça e rapadura. Ana Moura morreu residindo no local aos 107 anos em 1972.
Em função das limitações da topografia o crescimento urbano do bairro ocorreu de forma relativamente isolada dos centros Norte e Sul de Timóteo, que são as principais centralidades do município. Apresenta uma dominância de habitações de classe baixa, inclusive com registros de moradias em áreas de risco de deslizamentos de terra. Está localizado em um fundo de vale, ao mesmo tempo que a densidade demográfica de sua malha urbana é elevada, com uma topografia cuja declividade varia entre média e alta.
Segundo o IBGE, possui uma área considerada como favela e comunidade urbana, que tinha 1 582 habitantes em 2022. A incidência de criminalidade é considerável.
A localidade está em uma área de transição entre as zonas urbana e rural. A zona rural possui fazendas e propriedades, além do Pico do Ana Moura. Seu topo é aberto à visitação e o acesso é pavimentado, sendo possível por meio de uma estrada que começa no bairro. Outros marcos do Ana Moura são a Igreja de Santana, que faz parte da Paróquia São José de Acesita, e a Praça Mariana.